# エヌーカ・ヴァネッサ・オークマ
エヌーカ・ヴァネッサ・オークマ（Enuka Vanessa Okuma,1976年9月20日 - ）は、カナダの女優、声優。

## 来歴
ブリティッシュコロンビア州バンクーバー出身。ナイジェリア系。サイモンフレーザー大学で学んだ。

## 出演作品

### 映画
- ハウス・オブ・ザ・デッド（House of the Dead、2003年）
- ドリブルX（Like Mike 2: Streetball、2006年）
- スリープオーバー ～夜の大冒険～ The Sleepover (2020年)

### テレビドラマ
- Gセイバー、2000年、（シンシア・グレーブス役）
- F.B.EYE!! 相棒犬リーと女性捜査官スーの感動!事件簿、2002年-2005年、（ルーシー・ドットソン役）
- マディソン（シェリ・デイヴィス役）
- 24 -TWENTY FOUR-(シーズン7)、2009年、(マリカ・ドノソ役)
- インパルス、2018年- 、(アンナ・ハルチェ役)

### テレビアニメ
- ドラゴンボールZ（英語吹替版、人造人間18号役）
- 新機動戦記ガンダムW（英語吹替版、レディ・アン役）
- シャドウレイダース（ジェイド役）

### 劇場版アニメ
- 新機動戦記ガンダムW Endless Waltz特別篇（英語吹替版、レディ・アン役）

### OVA
- 新機動戦記ガンダムW Endless Waltz（英語吹替版、レディ・アン役）